# Walker (Kalifornia)
Walker statisztikai település az Amerikai Egyesült Államok Kalifornia államában, Mono megyében. Lakosainak száma 704 fő (2020. április 1.).

## Népesség
A település népességének változása:

| 2010 | 721 |
| 2020 | 704 |